# 桑給巴爾革命
桑給巴爾革命（阿拉伯语：‎，羅馬化：Thawrat Zanjibār）是在1964年1月於桑给巴尔苏丹国爆發的革命，其導致了桑給巴爾蘇丹及其主要由阿拉伯人組成的政府被島上佔多數的非洲黑人推翻。
桑給巴爾是一個多民族國家，由坦噶尼喀以東海域的島嶼組成。1963年，英國放棄了對桑給巴爾的保護，桑給巴爾得以完全獨立，能負責自己的國防和外交。
儘管非洲-设拉子党與烏瑪黨結盟，並在1963年7月的選舉中獲得了54%的選票，該黨仍然認為其在議會的代表性不足。1964年1月12日清晨，非洲-设拉子党奔巴分部青年領袖約翰·奧凱洛率領約600-800人在温古贾岛武裝起事。他們奪取了警察部隊的武器，前往桑給巴爾城推翻了蘇丹及其政府。他們隨後掠奪了阿拉伯人和南亞人的財產和企業，又強姦或殺害島上的阿拉伯和印度平民。是次革命的死亡人數有爭議，估算從幾百人到兩萬人不等。非洲-设拉子党成員阿貝德·阿馬尼·卡魯姆成為桑給巴爾的新總統和國家元首。
桑給巴爾新政府的共產主義傾向引起西方政府的擔憂。由於桑給巴爾處於英國勢力範圍之內，英國政府制定了一系列干預計畫。最終，由於桑給巴爾並未成為共產主義國家，而且英國和美國公民均已撤離，這些計畫並沒有實施行。東方集團的東德和蘇聯以及反蘇的中華人民共和國在革命後立即承認該國，並派遣顧問。4月26日，桑給巴爾與坦噶尼喀合併成為新國家坦尚尼亞。這場革命結束了阿拉伯人在桑給巴爾長達200年的統治，每年桑給巴爾都會舉行紀念活動。

## 背景
桑給巴爾群島是位於坦噶尼喀以東印度洋的群島，現為坦尚尼亞的一部分。它由南部的溫古賈島、北部的奔巴島和周圍附屬島嶼組成。桑給巴爾曾是阿曼的海外領地，直到1858年獨立。1890年，桑給巴爾成為英國的保護國。桑給巴爾雖然從未被大英帝國直接統治，但仍被視為其一部分。
到1964年，桑給巴爾已成為一個君主立憲制國家，由蘇丹贾姆希德·本·阿卜杜拉統治。桑給巴爾約有23萬非洲人，其中一些聲稱自己有波斯血統，在當地被稱為設拉子人。桑給巴爾另有5萬阿拉伯人和2萬南亞人，在商業和貿易中有重要地位。桑給巴爾各民族混雜，彼此之間的界線變得模糊。然而，阿拉伯人作為主要的地主，一般比非洲人更富有，而且比非洲人享有更高品質的社會服務，如醫療和教育。此外，英國政府也認為桑給巴爾是一個阿拉伯國家，支持阿拉伯人繼續掌權。桑給巴爾主要政黨基本都按照種族劃分，例如阿拉伯人主導桑給巴爾民族黨，而非洲人則主導非洲-設拉子黨。此前，桑給巴爾一直由阿拉伯人統治，殖民地部無法想像一個由非洲黑人統治的桑給巴爾。
1961年1月，作為英軍撤出進程的一部分，桑給巴爾政府劃定了選區並舉行了民主選舉。由於雙方議席數量接近，桑給巴爾在6月再次舉行了選舉。桑給巴爾民族黨與桑給巴爾和奔巴人民黨結盟，獲得了13個議席，而非洲-設拉子黨儘管獲得了最多的選票，卻只獲得了10席。非洲-設拉子黨懷疑選舉存在舞弊，導致桑給巴爾爆發內亂，68人死亡。就此，新政府禁止了更激進的反對黨，並將警察政治化。
1963年，桑給巴爾再次舉行選舉，議席增至31個。由於民族黨不公正地劃分選區，阿貝德·阿馬尼·卡魯姆領導的非洲-設拉子黨贏得了54%的選票，卻只獲得了13個席位，而桑給巴爾民族黨與桑給巴爾和奔巴人民黨則贏得了其餘席位，並著手準備加強其對權力的控制。由激進阿拉伯社會主義支持者組成的烏瑪黨被取締，所有非裔警察都被解僱，導致島上安全部隊的大部分人員被去除，更產生了一群受過訓練並了解警察內部的人員。此外，阿拉伯人主導的新政府表示桑給巴爾將尋求與阿拉伯世界，特別是與埃及的密切聯繫，但無意與非洲大陸國家建立關係。桑給巴爾於1897年就廢除了奴隸制，但主導該島政治的大多數阿拉伯精英仍認為黑人是劣等人，只配當奴隸，而桑給巴爾的財政部長也在議會稱呼卡魯姆為一個“船夫”。他在另一次演講中表示阿拉伯人比黑人聰明，觸怒了黑人。過去黑人曾當過阿拉伯人的奴隸，再加上阿拉伯精英藐視黑人，令桑給巴爾大部分黑人強烈仇恨阿拉伯人，認為阿拉伯人主導的新政府是非法的。此外，桑給巴爾政府大幅削減黑人地區的學校開支，被視為將黑人鎖定在二等地位。
1963年12月10日，桑給巴爾脫離了英國的保護完全獨立，由民族黨和人民黨執政。桑給巴爾政府要求英國在島上駐紮一營英軍負責內部安全，被英方拒絕。桑給巴爾許多尋求與埃及建立更密切關係的內閣成員也不希望英國軍隊駐紮桑給巴爾。英国情报机构預測，桑給巴爾不久可能會發生內亂，假如英軍駐紮，當地局勢可能會進一步惡化。然而，許多外國人仍留在島上，其中包括130名為桑給巴爾公務員的英國人。
1959年，烏干達人約翰·奧凱洛抵達奔巴島當泥水匠，並於1963年2月搬到桑給巴爾。作為當地油漆工會的官員以及非洲-設拉子黨的激進黨員，奧凱洛為得到一群支持者，並計劃在不久後發動革命。

## 革命過程
1964年1月12日凌晨3時左右，600-800名裝備簡陋的武裝分子配備著矛、刀和卸胎棒，在一些前警察的幫助下，襲擊了溫古賈的警察局。他們奪走了警局的武器，再襲擊了電台。由於所有非裔警察已被解僱，而新警察也幾乎沒有受過任何培訓，因此派往現場的機動部隊很快就被擊敗。奧凱洛領導武裝分子襲擊了齊瓦尼警察總部，也就是島上最大的軍械庫。幾名武裝分子在襲擊時被擊中，而警察也因武裝份子人數眾多而不知所措。奧凱洛襲擊了一名警衛，奪走了他的步槍，並用刺刀刺死他。武裝分子繳獲了數百支槍械，得以控制首都桑給巴爾城的戰略要地。上午7時左右，奧凱洛在當地電台廣播，呼籲非洲人起來推翻“帝國主義者”。當時，奧凱洛只稱自己為“陸軍元帥”，引發桑給巴爾各界對這位領導人身份的諸多猜測。
在革命爆發後6小時內，革命者已經控制了該鎮的電報局和主要政府大樓，溫古賈唯一的機場也於下午2時18分被佔領。在鄉村，阿拉伯人和非洲人爆發了戰鬥，配備獵槍阿拉伯人不敵繳獲了武器的武裝分子。桑給巴爾鎮的馬林迪警察局也爆發激烈戰鬥，在警察局長J.M.沙利文的指揮下，警察擊退了武裝分子的襲擊。沙利文在下午晚些時候彈藥耗盡時才投降，並率領他的部隊前往石頭城碼頭乘船離開桑給巴爾。桑給巴爾城阿拉伯和南亞人的商店和房屋被搶劫，許多阿拉伯和南亞婦女遭到輪姦。桑給巴爾蘇丹與總理穆罕默德·沙姆特·哈馬迪和內閣成員乘坐皇家遊艇逃離桑給巴爾，蘇丹的宮殿和財產被革命政府奪取。在隨後12小時的巷戰中，至少有80人死亡、200人受傷，當中大多數是阿拉伯人。
在桑給巴爾城的美國人由於不清楚奧凱洛是否會下令殺害白人，逃到了當地英國俱樂部。作為奧凱洛的計劃一部分，一群手持刀子和長矛的非洲人開始有系統地殺害他們能找到的所有阿拉伯人和南亞人。在控制桑給巴爾城後，革命者在其後兩天內繼續與阿拉伯人爭奪鄉村，期間阿拉伯人遭到屠殺。
根據桑給巴爾的官方紀錄，這場革命是由阿貝德·阿曼尼·卡魯姆策劃和領導的。實際上，革命發生時卡魯姆和烏瑪黨領導人阿卜杜拉赫曼·穆罕默德·巴布均在非洲大陸。實際領導革命的奧凱洛聲稱自己是矛矛起義肯亞叛軍的陸軍元帥，但他其實並沒有軍事經驗。奧凱洛在桑給巴爾並不有名，當時的桑給巴爾政府並不注意他，他對世界來說也相當神秘。
革命期間，南亞和阿拉伯社區出現嚴重暴力，數以千計的婦女被奧凱洛的支持者強姦，阿拉伯人也遭到搶劫和屠殺，被指控為種族滅絕。奧凱洛經常在廣播中敦促支持者以“最殘酷的方式殺死盡可能多的阿拉伯人”。

## 後續

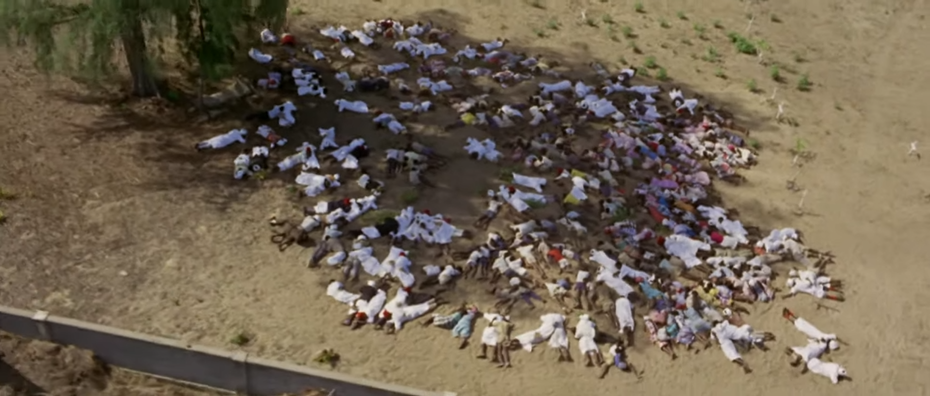
由記錄片《殘酷世界》攝製隊拍下的阿拉伯人屍體

革命後，該國改名為桑給巴爾人民共和國。非洲-設拉子黨與烏瑪黨成立革命委員會作為臨時政府，卡魯姆擔任總統領導委員會，巴布擔任外交部長。新政府首先決定永久流放蘇丹，並禁止了尚吉巴國民黨與尚吉巴和奔巴人民黨的活動。卡魯姆與奧凱洛保持距離，把他奧凱洛排除在政治舞台外，但准許他保有自封的陸軍元帥頭銜。不過，奧凱洛的追隨者繼續毆打、強暴、謀殺及掠奪溫古賈島的阿拉伯裔及亞裔人口，大量阿拉伯人逃往阿曼，而根據奧凱洛的命令，沒有歐洲人受到傷害。在廣播中，奧凱洛聲稱他的數萬名「敵人與走狗」已被殺害或監禁，實際數量有可能被他誇大。各界對實際死亡人數的估計差異極大，從數百到兩萬皆有。部分西方報章認為死亡人數為兩千至四千人。義大利紀錄片《殘酷世界》中有桑給巴爾阿拉伯人被屠殺以及萬人塚的畫面，是唯一已知關於該屠殺的影像紀錄。革命後的暴力事件並沒有蔓延至奔巴島。
1964年2月3日，桑給巴爾局勢開始緩和，卡魯姆亦被民眾接受為總統。當地的警察系統重新運作，被洗劫的商店重新開張，民眾也上繳未獲批擁有的武器。新政府宣布500名政治犯將交由特別法庭審判。奧凱洛與其追隨者組成了準軍事部隊「自由軍事武裝」（英語：Freedom Military Force），在街上巡邏並搶劫阿拉伯人財產。奧凱洛追隨者的行為、他的暴力言論、烏干達口音與基督教信仰疏遠了他和大多數桑給巴爾人的關係，到了3月，大量自由軍事武裝的成員已經被卡魯姆的支持者與烏瑪黨民兵解除武裝。3月11日，奧凱洛的元帥頭銜被褫奪，先後被驅逐至坦噶尼喀和肯亞，最後返回烏干達。
4月，新政府建立了人民解放軍，並讓剩下的自由軍事武裝民兵繳械。4月26日，卡魯姆與坦噶尼喀舉行統一談判，決定成立坦噶尼喀與桑給巴爾聯合共和國，並與同年10月29日更名為坦桑尼亞聯合共和國。媒體將兩國的合併視作防範共產主義顛覆桑給巴爾的手段；一名歷史學者表示，卡魯姆作為一位溫和的社會主義者，試圖限制極左派烏瑪黨的影響力。然而，政府仍採納了烏瑪黨在健康、教育與社會福利上的社會主義政策。

## 國際反應
1964年1月12日凌晨4點45分，英國駐肯亞軍隊獲悉革命爆發，並根據蘇丹的要求待命15分鐘，準備隨時對桑給巴爾機場發動襲擊。然而，英國駐桑給巴爾高級專員蒂莫西·克羅斯韋特稱，英國國民沒有遭到襲擊，並建議英軍不要干預。他不批准英國公民立即撤離，以免進一步擾亂桑給的經濟和政府。
革命發生後數小時，美國大使授權美國公民撤出該島，美國海軍驅逐艦曼利號於1月13日抵達桑給巴爾城港口，但美國沒有尋求革命委員會的許可撤離，該船因此遇到了一群武裝人員。1月15日美國終於獲准，但英國認為這次對抗是日後桑給巴爾對西方國家懷有敵意的原因。
西方情報機構認為，革命是由華沙條約國家支持的共產主義者組織的。新任外交部長巴布和新任總理阿卜杜拉·卡西姆·漢加均是左派，被懷疑與共產主義有聯繫。英國認為這兩個人與坦噶尼喀外交部長奧斯卡·坎博納有緊密聯繫，而事實上坦噶尼喀步槍隊的前成員也被派去協助革命。烏瑪黨的部分成員穿著古巴軍裝，留著菲德爾·卡斯特羅的鬍鬚，被視為支持古巴革命的表現，其實這種做法是由烏瑪黨曾在古巴任職的成員發起的，是他們的常見穿著方式。桑給巴爾新政府承認東德和朝鮮，進一步證明桑給巴爾與共產主義集團的緊密關係。革命後僅六天，《紐約時報》就稱桑給巴爾“即將成為非洲古巴”，但在1月26日否認有共產勢力介入革命。2月，桑給巴爾接受了蘇聯、東德和中華人民共和國的顧問，切·格瓦拉也於8月15日表示「桑給巴爾是我們的朋友，我們在必要時向他們提供了援助」，但表示古巴軍隊沒有參與革命。同時，西方在桑給巴爾的影響力逐漸被削弱，到了7月，桑給巴爾政府只剩下一名英國籍公務員。
桑給巴爾蘇丹嘗試向肯亞和坦噶尼喀尋求軍事援助被拒絕，但坦噶尼喀仍派遣了100名準軍事警察前往桑給巴爾穩住局勢。除了坦噶尼喀步槍隊外，警察是坦噶尼喀唯一的武裝部隊。1月20日，坦噶尼喀步槍隊譁變，烏干達和肯尼亞也發生類似事件，均在短時間內被平息，影響不大。
西方國家對共產主義可能在非洲蔓延感到不安。2月，英國國防和海外政策委員會表示雖然英國在桑給巴爾的商業利益“微乎其微”，革命本身“並不重要”，但英國仍有可能干預。委員會擔心桑給巴爾可能成為共產主義在非洲的推廣中心，就像古巴之於美洲一樣。大部分英聯邦國家和美國直到2月23日才承認桑給巴爾新政權。

### 英軍反應

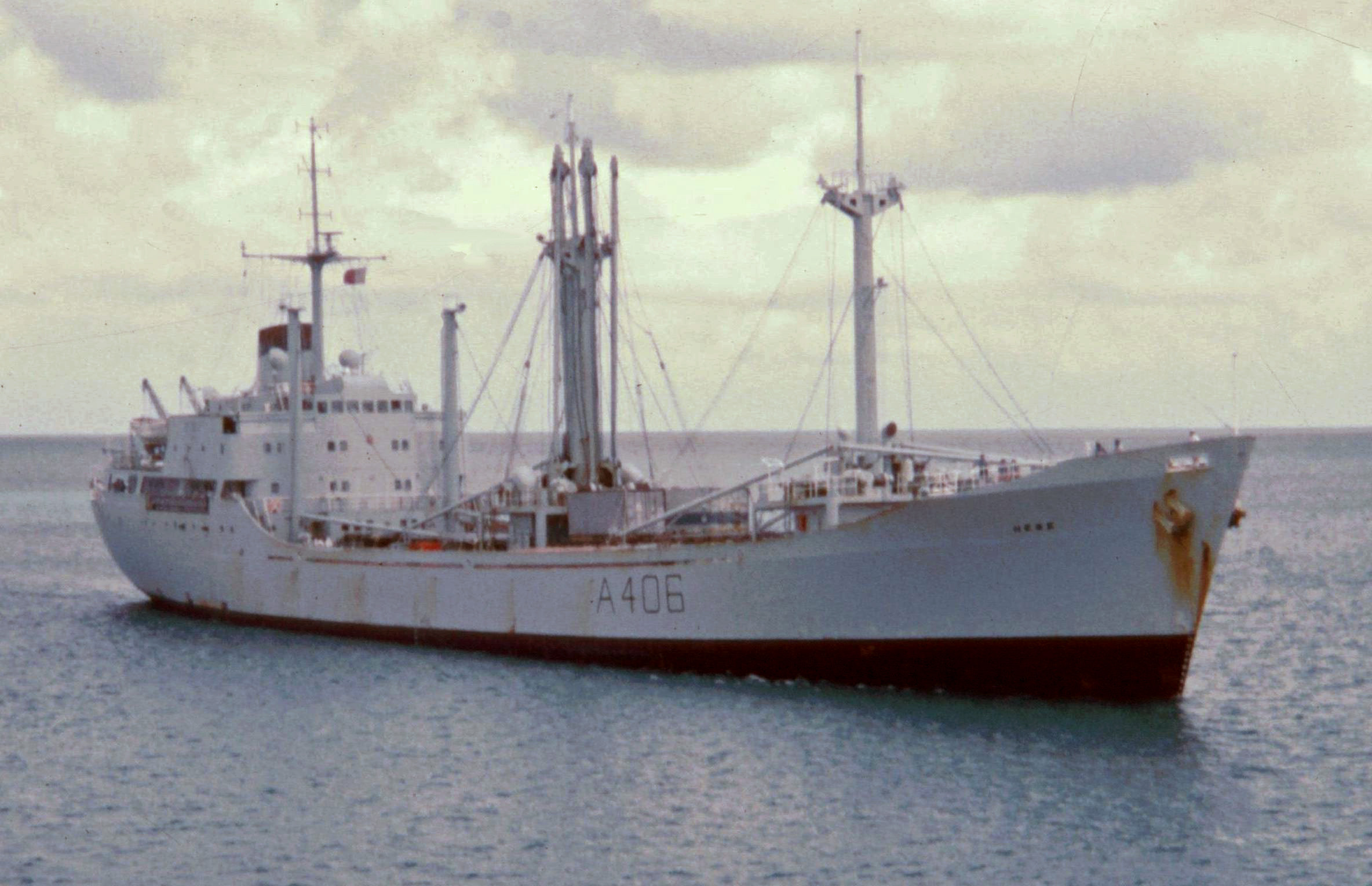
赫貝號儲存船

美國政府在撤離公民後，表示桑給巴爾屬於英國勢力範圍，因此不會干預。同時，美國敦促英國與其他東南非國家合作恢復桑給巴爾的秩序。第一艘到達的英國軍艦是歐文號測量船，於1月12日晚間抵達。1月15日，巡防艦萊爾號和皇家輔助艦隊軍艦赫貝號加入。由於有報道稱桑給巴爾局勢正在惡化，萊爾號載著肯尼亞斯塔福德軍團第一營的一個連登岸，被指阻礙英國與桑給巴爾的談判。赫貝號此前剛從蒙巴薩海軍基地運走物資，裝載了武器和炸藥，當時有傳言稱它是一艘兩棲攻擊艦。

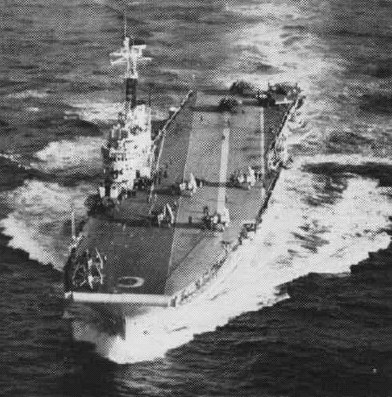
半人馬號航空母艦

1月17日，部分英國公民已撤離桑給巴爾，當時萊爾號已被轉移到坦噶尼喀，平息東南非的騷亂。作為替代，戈登高地人隊一個連登上了歐文號，以便英軍隨時干預。作為帕德嫩行動（Operation Parthenon）的一部分，半人馬號航空母艦和勝利號航空母艦（HMS Victorious）也被轉移到桑給巴爾附近。從未實施的帕德嫩行動是英國制定的干預行動，目的是阻止奧凱洛或烏瑪黨激進分子奪權。行動計劃包括2艘航空母艦、3艘驅逐艦、13架直升機、21架運輸機和偵察機、蘇格蘭衛隊第2營、皇家海軍陸戰隊第45突擊隊和陸軍傘兵團第2營的1個連，計劃透過降落傘和直升機攻佔溫古賈島及其機場，再佔領奔巴島。如果實行，帕德嫩行動將是英國自第二次中东战争以來最大規模的空降和登陸行動。
在革命者可能有接受東方集團軍事訓練的消息曝光後，鮑里斯行動（Operation Boris）取代了帕德嫩行動。根據鮑里斯行動，傘兵將從肯亞的機場出發空降安古賈，該行動後來因肯亞政府反對而被放棄。作為替代，英國制定了華服行動（Operation Finery），直升機將從兩棲突擊艦堡壘號出發襲擊桑給巴爾。
4月23日，坦噶尼喀和桑給巴爾合併。英方制定棚屋行動（Operation Shed），以便英軍在烏瑪黨一旦發動政變時干預。部隊將空降到溫古賈島上，奪取機場並保護卡魯姆政府。隨著政變的風險降低，華服行動在4月29日取消。大約在9月23日，棚屋行動也被吉拉達計劃（Plan Giralda）取代，一個亞丁或遠東的步兵營、戰術總部部隊和海軍陸戰隊的人員將在桑給巴爾發動兩棲攻擊，肯亞和亞丁的後續部隊將為其提供支持。吉拉達計劃於12月被廢棄，英國徹底放棄干預桑給巴爾局勢。

## 結果與遺產

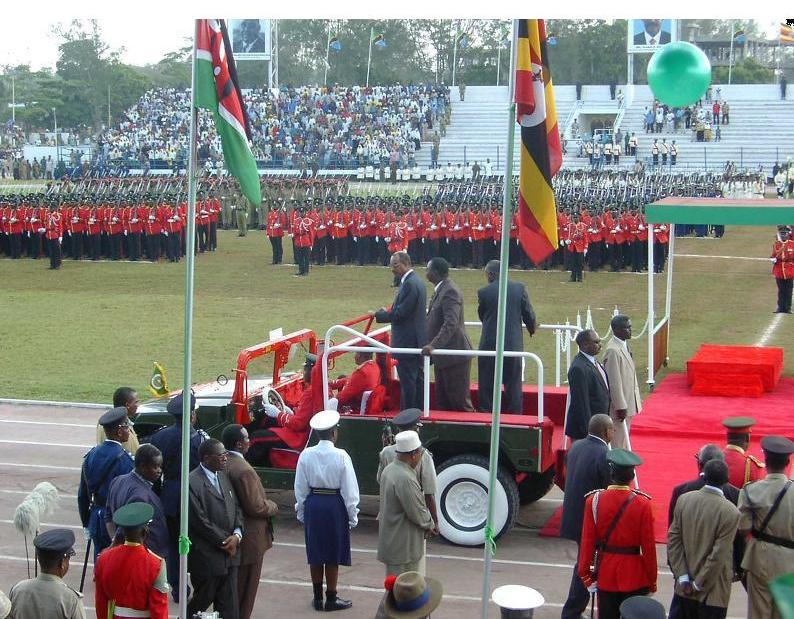
桑給巴爾總統阿馬尼·阿貝德·卡魯姆參與桑給巴爾革命40週年閱兵

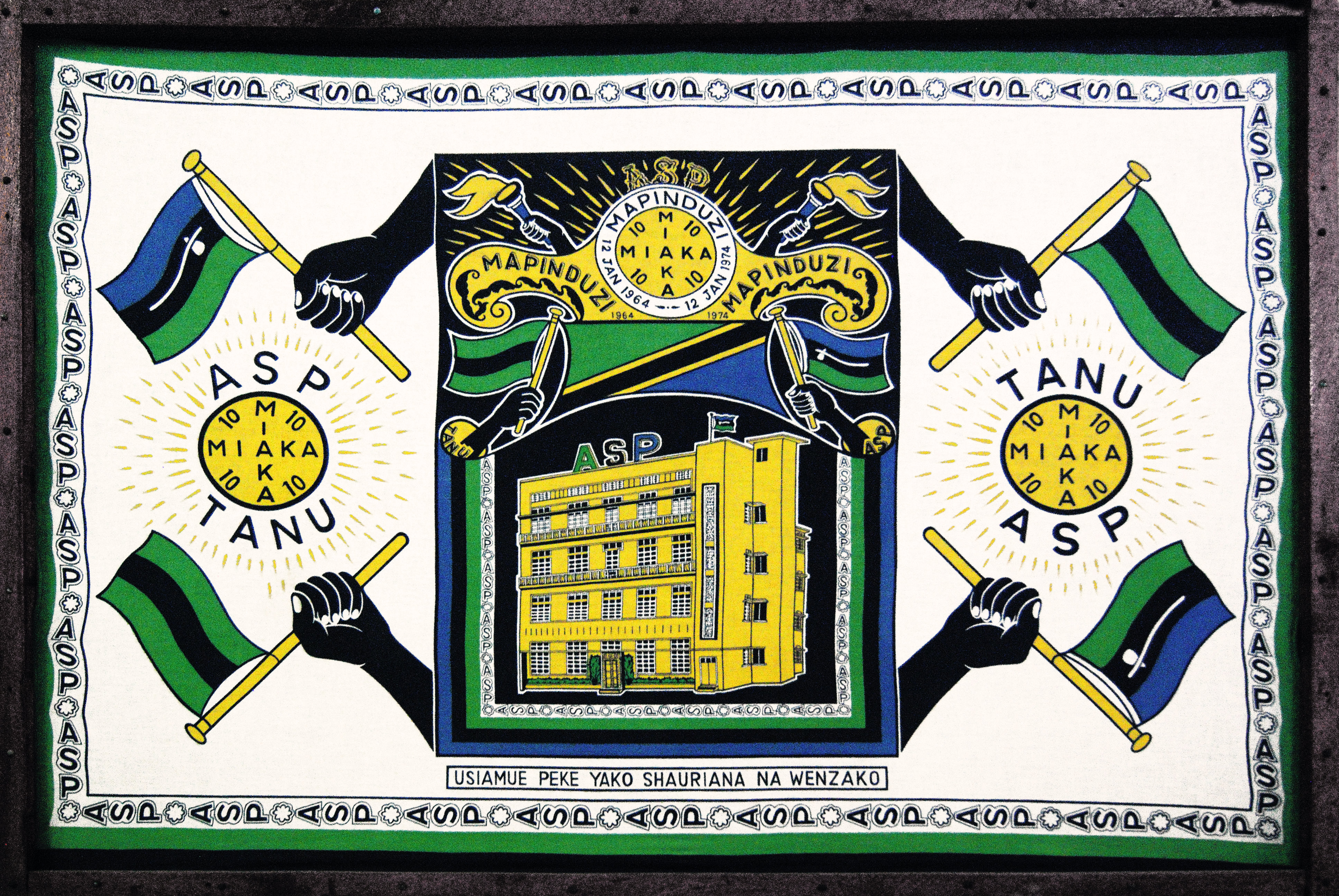
紀念革命10週年的肯加衣裙

桑給巴爾革命結束了阿拉伯人對桑給巴爾約200年的統治。桑給巴爾在與坦噶尼喀合併後仍保留了革命委員會和眾議院，擁有處理國內事務的權力，而當地政府則由桑給巴爾總統領導。桑給巴爾政府實施改革，促使公務員本地化，阿拉伯人的土地也被重新分配給非洲人。政府也實施了社會改革，例如引進免費醫療服務，並向非洲學生開放學校。蘇聯、東德和中華人民共和國向桑給巴爾政府提供協助，為多個項目提供資金並提供軍事建議。由東德主導的幾個都市重建項目失敗，自此桑給巴爾著重在中華人民共和國的援助上。
桑給巴爾革命政府被指對個人自由和實行嚴厲控制，並在政治和工業職位的任命中動用關係，坦桑尼亞政府也無力干預。1972年4月7日，卡魯姆被暗殺，此時人民對政府的不滿情緒升溫，親政府和反政府勢力之間更發生了為時數週的衝突。1992年，桑給巴爾實行多黨制，但對政府腐敗和選舉舞弊的指控仍然持續，情況直到2010年的大選才有改善。
桑給巴爾革命日被坦尚尼亞政府指定為國定假日，於每年1月12日慶祝。桑給巴爾革命四十週年時更有閱兵舉行。為了紀念革命，桑給巴爾足球協會會在每年1月初舉辦革命盃（Mapinduzi Cup）。

## 註腳
1. 1 2 3 4 5 6 7 8 9 10 11 12 13 14  Parsons 2003，第107頁.
2. 1 2 3 4 5 6 7  Speller 2007，第6頁.
3. 1 2 3  Conley, Robert. . The New York Times. 14 January 1964: 4  [2023-09-29]. （原始内容存档于7 January 2020）..
4. 1 2 3  Conley, Robert. . The New York Times. 19 January 1964: 1  [2023-06-29]. （原始内容存档于2019-07-03）.
5. 1 2  Los Angeles Times. . Los Angeles Times. 20 January 1964: 4  [2023-09-29]. （原始内容存档于2012-10-17）.
6. ↑  Hernon 2003，第397頁.
7. ↑  Ingrams 1967，第172–173頁.
8. ↑  Shillington 2005，第1710頁.
9. 1 2 3 4 5 6  Shillington 2005，第1716頁.
10. 1 2  Speller 2007，第4頁.
11. 1 2 3 4  Parsons 2003，第106頁.
12. ↑  Mapuri, Omar.  Revised. Dar es Salaam: TEMA Publishers Company Ltd. 1996: 8. ISBN 9987250114 （English）.
13. ↑  Petterson 2004，第11頁.
14. 1 2  Speller 2007，第5頁
15. ↑  Bakari 2001，第204頁.
16. 1 2  Sheriff & Ferguson 1991，第239頁.
17. ↑  Speller 2007，第5–6頁.
18. 1 2 3  Petterson 2004，第12頁.
19. 1 2  Petterson 2004，第41頁.
20. 1 2  Petterson 2004，第40頁.
21. 1 2  Speller 2007，第27–28頁.
22. ↑  Petterson 2004，第25–26頁.
23. ↑  Petterson 2004，第26–27頁.
24. 1 2 3  Petterson 2004，第49頁.
25. ↑  Clayton 1999，第109頁.
26. 1 2  Speller 2007，第6–7頁.
27. 1 2 3  Conley, Robert. . The New York Times. 13 January 1964: 1  [2023-09-29]. （原始内容存档于5 April 2014）..
28. 1 2  Petterson 2004，第52頁.
29. 1 2 3  Petterson 2004，第64頁.
30. 1 2 3  Petterson 2004，第65頁.
31. 1 2 3 4 5 6 7  Speller 2007，第7頁.
32. ↑  Petterson 2004，第66–67頁.
33. ↑  Petterson 2004，第3–4頁.
34. ↑  Petterson 2004，第76頁.
35. ↑  Lofchie 1967，第38頁.
36. ↑  Petterson, Don (2002), Revolution in Zanzibar: An American's Cold War Tale, New York: Basic Books, pp. 74–75.
37. 1 2  Petterson 2004，第94頁.
38. ↑  Petterson 2004，第94–95頁.
39. 1 2  Plekhanov 2004，第91頁.
40. 1 2 3  Sheriff & Ferguson 1991，第241頁.
41. ↑  Daly 2009，第42頁
42. 1 2  Dispatch of The Times London. . The New York Times. 4 February 1964: 9  [2023-06-29]. （原始内容存档于2013-12-28）.
43. 1 2  Speller 2007，第15頁.
44. 1 2 3  Sheriff & Ferguson 1991，第242頁.
45. 1 2 3 4 5 6  Speller 2007，第17頁.
46. ↑  Conley, Robert. . The New York Times. March 12, 1964: 11  [2023-06-29]. （原始内容存档于2013-12-28）.
47. ↑  . Commonwealth.org.   [10 February 2019]. （原始内容存档于23 February 2019）.
48. 1 2  Conley, Robert. . The New York Times. 27 April 1964: 11  [2023-09-29]. （原始内容存档于28 December 2013）..
49. ↑  . South African History Online.   [10 February 2019]. （原始内容存档于2023-10-01）.
50. 1 2 3  Speller 2007，第19頁.
51. 1 2 3  Speller 2007，第8頁.
52. 1 2  Speller 2007，第8–9頁.
53. 1 2 3 4  Speller 2007，第9頁.
54. 1 2  Lofchie 1967，第37頁.
55. ↑  Franck, Thomas M. . The New York Times. 26 January 1964: E10  [2023-09-29]. （原始内容存档于22 July 2018）..
56. ↑  Speller 2007，第18頁.
57. ↑  Guevara 1968，第347頁.
58. ↑  Speller 2007，第10頁.
59. ↑  Parsons 2003，第109–110頁.
60. 1 2  Speller 2007，第12頁.
61. 1 2  Speller 2007，第13頁.
62. 1 2  Speller 2007，第13–14頁.
63. ↑  Speller 2007，第9–10頁.
64. ↑  Speller 2007，第11頁.
65. ↑  Speller 2007，第18–19頁.
66. 1 2  Speller 2007，第20頁.
67. ↑  Speller 2007，第24頁.
68. ↑  Speller 2007，第25頁.
69. ↑  Speller 2007，第26頁.
70. 1 2 3 4  Triplett 1971，第612頁.
71. ↑  Speller 2007，第1頁.
72. 1 2  Sadallah, Mwinyi. . The Guardian. 23 January 2006  [2023-09-29]. （原始内容存档于2 August 2007）..
73. ↑  Myers 1994，第453頁.
74. ↑  Triplett 1971，第613頁.
75. ↑  Triplett 1971，第614頁.
76. ↑  Triplett 1971，第616頁.
77. ↑  Said, Salma. . The Citizen, Tanzania. 8 April 2009  [2023-09-29]. （原始内容存档于2020-04-26）..
78. ↑  Freedom House. . 2008  [2023-09-29]. （原始内容存档于16 November 2018）.
79. ↑  Freedom House. . 2011  [2023-09-29]. （原始内容存档于16 November 2018）.
80. ↑  Commonwealth Secretariat. . 2005  [2023-09-29]. （原始内容存档于1 December 2008）.
81. ↑  Kalley, Schoeman & Andor 1999，第611頁.
82. ↑  . supersport.com.   [2023-09-29]. （原始内容存档于16 August 2021） （英语）.

## 延伸閱讀
- Fouéré, Marie-Aude, and William C. Bissell (eds) (2018). Social Memory, Silenced Voices, and Political Struggle: Remembering the Revolution in Zanzibar 的存檔，存档日期12 January 2023.. Dar es Salaam, Tanzania: Mkuki na Nyota. ISBN 978-9987-08-317-6.
- Glassman, Jonathon, , Bloomington, Ind.: Indiana University Press, 2011, ISBN 978-0-253-22280-0.
- Mwakikagile, Godfrey. The Union of Tanganyika and Zanzibar: Formation of Tanzania and Its Challenges, ISBN 978-9987160464.
- Mwakikagile, Godfrey. Why Tanganyika united with Zanzibar to form Tanzania, ISBN 978-9987-16-045-7.
- Mwakikagile, Godfrey. The Union of Tanganyika and Zanzibar: Product of the Cold War?, ISBN 978-0981425856.